# Siren (Schiff)
Die Siren war ein RoPax-Schiff, das unter anderem mehrere Jahre auf der Fährlinie Gedser – Travemünde eingesetzt war.

## Geschichte
Das Schiff wurde am 10. November 1973 von der dänischen Fährreederei Det Forenede Dampskibs-Selskab bei der Helsingør Skibsværft og Maskinbyggeri in Helsingør als RoRo-Frachtfähre mit Einrichtungen für 12 Passagiere bestellt. Die Kiellegung der Baunummer 408 der Werft fand am 14. Juli 1975 statt und der Stapellauf unter dem Namen Dana Agricola erfolgte am 9. Februar 1976. Für den Ladungsumschlag erhielt das Schiff eine Heckrampe, ein Bugvisier und einen Portalkran mit 25 Tonnen Hubvermögen.
Zwei Tage nach der Ablieferung am 1. Juli 1976 begann das Schiff seine Jungfernreise von Esbjerg nach Großbritannien und am 10. Juli 1976 wurde das Schiff in Esbjerg getauft. Rund zwei Monate später, am 14. September 1976, trat das Schiff eine 18-monatige Charter für die Deutsche Dampfschifffahrts-Gesellschaft „Hansa“ unter dem Namen Drachenfels für den Dienst zwischen Häfen der US-amerikanischen Ostküste und dem Persischen Golf an. Am 7. November 1977 wurde die Fähre zurückgeliefert und blieb danach rund acht Jahre unter dem Namen Dana Hafnia im Dienst der Auftraggeber. Sie wurde während dieser Zeit auf Liniendiensten nach Helsingborg, Kopenhagen, Immingham und Felixstowe eingesetzt und zeitweise an andere Reedereien verchartert.
Danach wurde das Schiff mit einer kurzzeitigen DFDS-Rückcharter an die Reederei Molslinjen in Esbjerg verkauft. Diese gab das Schiff am 21. März 1986 an die Reederei Østersøens Færgefart weiter. Vom 24. März bis zum 28. Mai 1986 wurde die RoRo-Frachtfähre bei der Werft Nobiskrug in Rendsburg für den Fährdienst zwischen Gedser und Travemünde zur RoPax-Fähre mit 63 Kabinen und Einrichtungen für 600 Passagiere umgebaut. Dabei wurde auch eine zusätzliche Rampe an der Steuerbordseite vor den Aufbauten installiert. Nach der Fertigstellung wurde die Fähre auf die Reederei GT-Link übertragen und unter dem neuen Namen Gedser in Nassau registriert. Noch im selben Jahr folgte einen Umbenennung in Gedser Link.
Im Dezember 1989 erwarb die Ticket Shipping Company aus Limassol das Schiff für 15 Millionen US-Dollar, woraufhin es unter dem Namen Venus bis zum Jahr 2007 für die Ventouris Group aus Piräus im Mittelmeer in Fahrt blieb. Im Jahr 2007 wechselte der Betreiber des Schiffes ein letztes Mal und nach einem Zwischenverkauf ging das Schiff 2010 schließlich an indische Abbrecher, die die Siren am 31. März 2010 zur Verschrottung in Alang auf den Strand setzten.